# Sutera griquensis
Sutera griquensis är en flenörtsväxtart som beskrevs av William Philip Hiern. Sutera griquensis ingår i släktet snöflingor, och familjen flenörtsväxter. Inga underarter finns listade i Catalogue of Life.